# Gouverneurswahlen in den Vereinigten Staaten 1981

Während New Jersey (rot) an die Republikaner fiel, setzte sich der demokratische Kandidat in Virginia (blau) durch.

Die Gouverneurswahlen in den Vereinigten Staaten 1981 fanden am 3. November 1981 statt. Gewählt wurde in den Bundesstaaten New Jersey und Virginia. In beiden Fällen war das Amt des Gouverneurs aufgrund der jeweiligen Amtszeitbeschränkung neu zu besetzen.

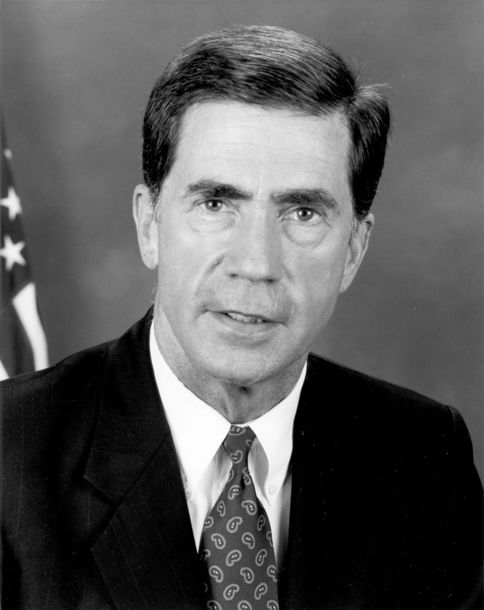
Chuck Robb wurde neuer Gouverneur von Virginia.

Dabei wurde in New Jersey der Nachfolger des Demokraten Brendan Byrne gesucht, der nach zwei vierjährigen Amtsperioden nicht mehr kandidieren konnte. Für die Republikanische Partei trat erneut Thomas Kean an, der 1977 gegen Byrne verloren hatte. Er gewann diesmal mit 49,5 Prozent der Stimmen gegen den Demokraten James Florio, der 49,4 Prozent erreichte. Von den elf übrigen Kandidaten kleinerer Parteien erzielte keiner einen Anteil von mehr als 0,2 Prozent. Eine angesichts des knappen Ausgangs von Florio beantragte Nachzählung der Stimmen änderte nichts am Ergebnis zu Keans Gunsten; vielmehr kam der Republikaner sogar auf rund 500 Stimmen mehr als zuvor. Florio sollte 1990 Keans Nachfolger werden.
In Virginia konnte der Republikaner John N. Dalton nach vier Jahren im Amt nicht erneut antreten. Seine Partei stellte Marshall Coleman, den Attorney General des Staates, als Kandidaten auf. Dieser verlor mit einem Anteil von 46,4 Prozent allerdings recht deutlich gegen den Demokraten Chuck Robb, den vorherigen Vizegouverneur, der auf einen Anteil von 53,6 Prozent kam. Damit stellte die Demokratische Partei erstmals seit dem Jahr 1970 wieder den Gouverneur von Virginia.